# Trolejbusová doprava v Debrecínu

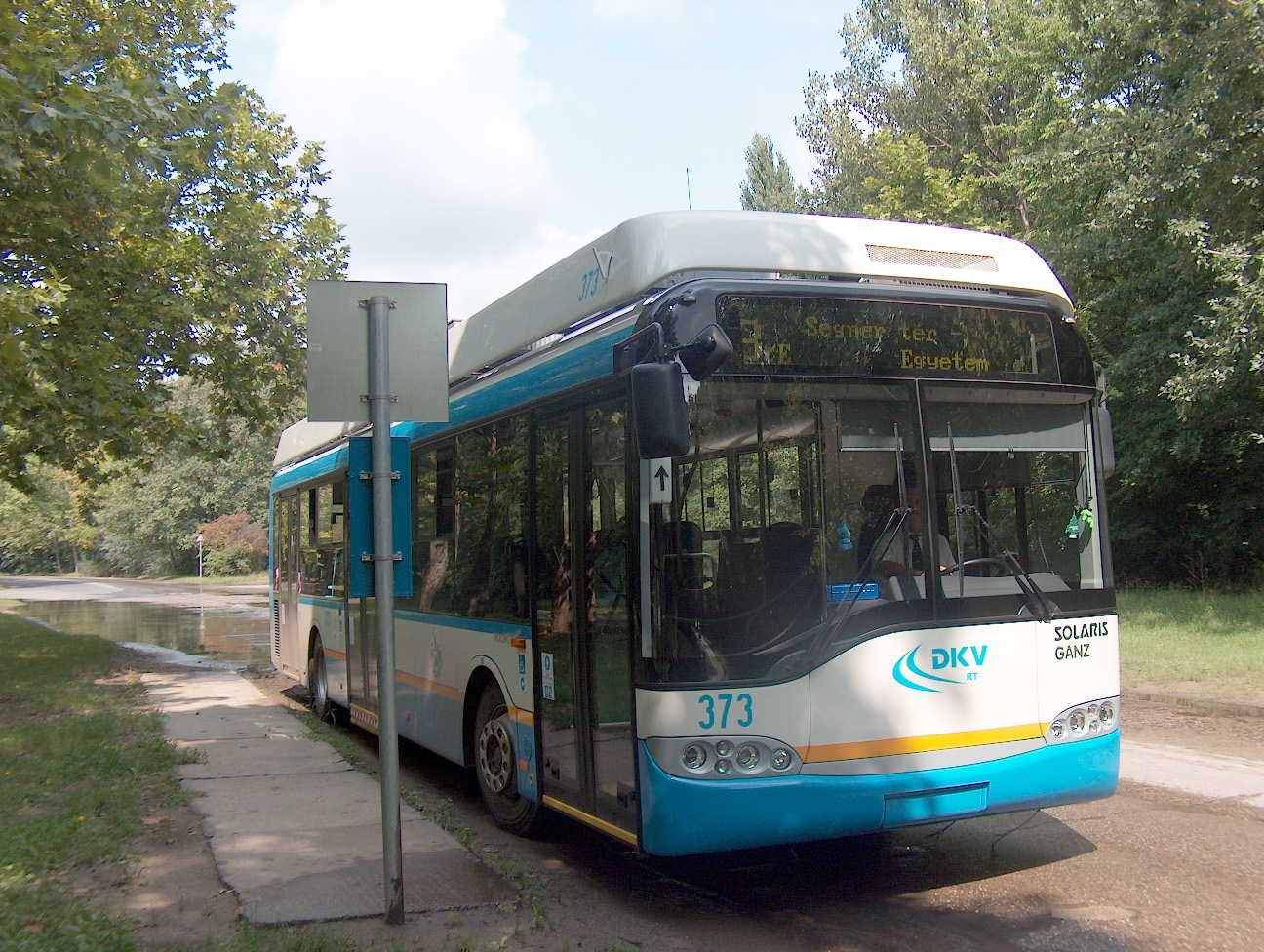
Solaris Trollino 12 v Debrecínu

Trolejbusovou dopravu v Debrecínu, druhém největším městě Maďarska, tvoří celkem tři linky, z nichž první byla zprovozněna v polovině 80. let. Jedná se tedy o systém malý a mladý.

## Historie
O výstavbě trolejbusové sítě bylo rozhodnuto v roce 1978, přičemž trolejbusové linky měly nahradit šest zrušených linek tramvajových. Ale vzhledem k úpravám předložených plánů vyjely první trolejbusy do ulic Debrecína na lince č. 2 až 2. července 1985. Další dvě linky (č. 3 a 4A) byly zprovozněny v letech 1988 a 1995. Podle městské dopravní koncepce ale mělo být v roce 1996 v provozu již linek osm. V roce 2005 byla linka 4A v důsledku prodloužení přes univerzitu (vznikla tak polookružní linka s konečnou na náměstí Segner tér) přečíslována na č. 3E. V provozu jsou ale na ní trolejbusy s pomocným dieselagregátem, neboť na novém úseku nebylo postaveno trolejové vedení. V tomto stavu existuje debrecínský trolejbusový provoz doposud.

## Vozový park
Vozový park debrecínských trolejbusů tvořily v minulosti především sovětské vozy ZiU 9, které byly dodávány pro zahájení provozu v roce 1985 a ve druhé polovině 80. let (celkem 17 kusů). Na začátku 90. let bylo zakoupeno pět kloubových maďarských trolejbusů Ikarus 280 T Další nové vozy byly dodány až ve 21. století. Od roku 2005 je vozový park kompletně obnovován, nakupovány nízkopodlažní trolejbusy Solaris Trollino 12 (s výzbrojí Ganz, od roku 2007 Ganz-Skoda; zatím celkem 21 ks, část s pomocným dieselagregátem). V provozu je také jeden vůz značky MAZ s výzbrojí Ganz (MAZ 103 T z roku 2007). V současnosti jsou tak v provozu kromě vozů Solaris Trollino a MAZ také čtyři trolejbusy Ikarus a sedm vozů ZiU.